# Nekroptose
Die Nekroptose bezeichnet eine RIPK3-abhängige regulierte Nekrose. Nekroptose zeichnet sich dabei durch eine Aktivierung von Todes-Rezeptoren, beispielsweise des Fas-Rezeptors, wie bei der Apoptose aus, jedoch leiten die Zellen im Anschluss anders als bei der Apoptose die Selbstverdauung ein. In verschiedenen Krankheitsmodellen sind RIP3-defiziente Tiere deshalb vor Erkrankungen geschützt, so z. B. im Rahmen der Ischämie/Reperfusionsschäden, im TNF-vermittelten Schock, im durch Cisplatin induzierten akuten Nierenversagen, bei chronisch entzündlichen Darmerkrankungen, bei der nekrotisierenden Pankreatitis sowie im Sepsismodell.
Neuere Ergebnisse einer Forschungsgruppe des Exzellenzclusters CECAD unter Leitung von Manolis Pasparakis zeigen zudem, dass eine Unterbindung der Nekroptose eine entzündliche Hauterkrankung vollständig verhindern konnte, obwohl eine Apoptose in den Zellen weiterhin stattfand. Die Unterbindung der Nekroptose könnte daher einen neuen Therapieansatz zur Behandlung von entzündlichen Darm- und Hauterkrankungen darstellen. Zudem hat ein Team von Wissenschaftlern an der Universität Zürich unter der Leitung  von Jean-Pierre Bourquin und Beat Bornhauser jüngst einen Therapieansatz zur Behandlung der akuten lymphoblastischen Leukämie anhand der Aktivierung der Nekroptose entwickelt.